# Liste der Monuments historiques in Darney
Die Liste der Monuments historiques in Darney führt die Monuments historiques in der französischen Gemeinde Darney auf.

## Liste der Immobilien
| Bezeichnung          | Beschreibung                                  | Standort                      | Kennzeichnung | Schutzstatus | Datum | Bild           |
| -------------------- | --------------------------------------------- | ----------------------------- | ------------- | ------------ | ----- | -------------- |
| Château de Darney    | 1725 erbaut, mit älteren Teilen; heute Museum | Place de la Collégiale (Lage) | PA00107125    | Inscrit      | 1984  | weitere Bilder |
| Kalvarienberg        | bezeichnet 1763                               | südlich des Ortes (Lage)      | PA00107126    | Classé       | 1963  | weitere Bilder |
| Kirche Ste-Madeleine | von 1768 bis 1789 erbaut                      | Rue de la République (Lage)   | PA00107347    | Inscrit      | 1992  | weitere Bilder |

## Liste der Objekte
| Bezeichnung                                  | Beschreibung                                                                                          | Standort                                  | Kennzeichnung | Schutzstatus | Datum | Bild |
| -------------------------------------------- | --- | ----------------------------------------- | ------------- | ------------ | ----- | ---- |
| Pietà                                        | Stein, farbig gefasst, 16. Jahrhundert                                                                | in der Kapelle Notre-Dame de Pitié (Lage) | PM88000216    | Classé       | 1928  |      |
| Pietà                                        | Stein, farbig gefasst, um 1600                                                                        | im ehemaligen Hospital (Lage)             | PM88000219    | Classé       | 1956  |      |
| Kanzel                                       | Holz, 1787 bis 1789                                                                                   | in der Kirche Ste-Madeleine (Lage)        | PM88000212    | Classé       | 1925  |      |
| Chorgestühl und Wandvertäfelung              | Holz, 1787 bis 1789                                                                                   | in der Kirche Ste-Madeleine (Lage)        | PM88000213    | Classé       | 1925  |      |
| Chorschranke                                 | Schmiedeeisen, vergoldet, Ende des 18. Jahrhunderts                                                   | in der Kirche Ste-Madeleine (Lage)        | PM88000221    | Classé       | 1970  |      |
| Orgel                                        | Ensemble aus PM88001100 und PM88000134                                                                | in der Kirche Ste-Madeleine (Lage)        | PM88001133    | Classé       | 1996  |      |
| Orgelprospekt                                | 1853 von Jean-Nicolas Jeanpierre gebaut                                                               | in der Kirche Ste-Madeleine (Lage)        | PM88001100    | Classé       | 1996  |      |
| Instrumentalteil der Orgel                   | 1853 von Jean-Nicolas Jeanpierre gebaut                                                               | in der Kirche Ste-Madeleine (Lage)        | PM88000134    | Classé       | 1996  |      |
| Gemälde Heiliger Nikolaus                    | Ölfarbe auf Leinwand, 18. Jahrhundert                                                                 | in der Kirche Ste-Madeleine (Lage)        | PM88001043    | Classé       | 1991  |      |
| Gemälde Mariä Himmelfahrt                    | Ölfarbe auf Leinwand, 18. Jahrhundert                                                                 | in der Kirche Ste-Madeleine (Lage)        | PM88001044    | Classé       | 1991  |      |
| Gemälde Der heilige Joseph mit dem Jesuskind | Ölfarbe auf Leinwand, Holzrahmen, 18. und 19. Jahrhundert                                             | in der Kapelle Notre-Dame de Pitié (Lage) | PM88001046    | Classé       | 1991  |      |
| Skulptur Bedachtsamkeit                      | Stein, farbig gefasst, 17. Jahrhundert                                                                | in der Kapelle Notre-Dame de Pitié (Lage) | PM88000217    | Classé       | 1928  |      |
| Gemälde Madonna mit Kind                     | Ölfarbe auf Leinwand, Holzrahmen, 18. und 19. Jahrhundert                                             | in der Kapelle Notre-Dame de Pitié (Lage) | PM88001047    | Classé       | 1991  |      |
| Adlerpult                                    | Holz, 1787 bis 1789                                                                                   | in der Kirche Ste-Madeleine (Lage)        | PM88000214    | Classé       | 1925  |      |
| Altargeschirr                                | Silber vergoldet, Ende des 18. Jahrhunderts, in Samtetui                                              | in der Kirche Ste-Madeleine (Lage)        | PM88000215    | Classé       | 1967  |      |
| Skulptur Christus in der Rast                | Kalkstein, Ende des 16. Jahrhunderts                                                                  | im ehemaligen Hospital (Lage)             | PM88000220    | Classé       | 1956  |      |
| Hauptaltar                                   | Altartisch, Retabel und Gemälde; Holz, farbig gefasst und vergoldet, 1784; Ölfarbe auf Leinwand, 1811 | in der Kapelle Notre-Dame de Pitié (Lage) | PM88000222    | Classé       | 1970  |      |
| Gemälde Reuige Magdalena                     | Ölfarbe auf Leinwand, vergoldeter Holzrahmen, 18. Jahrhundert nach Charles Le Brun                    | in der Kirche Ste-Madeleine (Lage)        | PM88001045    | Classé       | 1991  |      |
| Glocke                                       | Bronze, 1702 gegossen                                                                                 | in der Kirche Ste-Madeleine (Lage)        | PM88000211    | Classé       | 1922  |      |
| Wandvertäfelung                              | Holz, 18. Jahrhundert                                                                                 | in der Kapelle Notre-Dame de Pitié (Lage) | PM88000218    | Classé       | 1928  |      |